# Albert Höfflin
Albert Höfflin (* 22. Februar 1925 in Denzlingen; † 10. Februar 2024) war ein deutscher Politiker (CDU).

## Politik
Albert Höfflin besuchte zunächst die Volksschule und trat dann in den Verwaltungsdienst ein, wo er 1950 die Inspektorenprüfung ablegte. 1954 wurde er zum Bürgermeister der Gemeinde Denzlingen gewählt.
Am 1. November 1965 rückte er als Nachfolger von Albert Burger, der in den Bundestag gewählt worden war, für den Wahlkreis Emmendingen als CDU-Abgeordneter in den Landtag von Baden-Württemberg nach. Bei der Landtagswahl 1968 wurde er wiedergewählt. Im Landtag war Höfflin Mitglied des Petitionsausschusses. Höfflin legte sein Mandat am 5. Oktober 1971 krankheitsbedingt nieder. 1972 gab er auch das Amt des Bürgermeisters von Denzlingen auf.
Von 1973 bis 1977 war Höfflin Vorsitzender des CDU-Kreisverbandes Emmendingen und wurde später dessen Ehrenvorsitzender. Höfflin starb am 10. Februar 2024 im 99. Lebensjahr und wurde von seiner ebenfalls hochbetagten Frau und einer Schwester überlebt.

## Weiteres
Albert Höfflin war von 1975 bis 1985 Landesobmann der Badischen Posaunenchöre.